# 1800 (collection)
1800 est une collection de bandes dessinées publiée par Soleil et proposant des séries se déroulant au XIXe siècle : séries historiques, adaptations littéraires, fantastique etc. Elle est dirigée par Jean-Luc Istin.

## Les titres
- 20 000 Siècles sous les mers - T1 : L'horreur dans la tempête, T2 : Le repaire de Cthulhu, scénario de Richard D. Nolane, dessins de Patrick Dumas, couleurs d'Axel Gonzalbo

- Alamo - T1 : En Première Ligne (2010) et T2 : Une Aube Rouge, scénario de Dobbs, dessins de Darko Perović, couleurs de Simon Quemener

- Alchimie - T1 : L'épreuve du feu (2010) et T2 : Le dernier roi maudit (2011), scénario de Dobbs, dessins d'Olivier Roman

- Allan Quatermain et les Mines du roi Salomon - T1 : L'équipée sauvage et T2 : En territoire hostile, scénario de Dobbs, dessins et couleurs de DimD

- Ash - T1 : Anguis seductor hominum (2010) et T2 :  Faust (2011), scénario de François Debois, dessins et couleurs de Krystel

- Dracula, l'ordre des dragons - T1 : L'enfance d'un monstre (2011) et T2 :  Cauchemar Chtonien (2013), scénario d'Éric Corbeyran, dessins de Serge Fino (t1), Giuliano Piccininno et Sofia Terzo (t2)  et couleurs d'Olivier Héban

- Edgar Allan Poe - T1 : Hantise (2014), scénario de Stéphane Louis, dessins de Bastien Orenge et Thomas Verguet, couleurs de Véra Daviet

- Elle - T1 : Le tesson d'Amenartas (2010), T2 : Celle-qui-voit-tout (2012) et T3 : La source de la vie (2013), scénario de Élie Chouraqui, dessins de Jimènez Alburquerque alias Aja et couleurs de Sandrine Cordurié

- Grands anciens - T1 : La Baleine blanche  (2010), T2 : Le dieu poulpe  (2011), scénario de Jean-Marc Lainé, dessins de Bojan Vukić et couleurs de Anouk  Pérusse-Bell

- Jack l'éventreur - T1 : Les Liens du sang (2012), scénario de François Debois, dessins de Jean-Charles Poupard

- La mandragore - T1 : Une porte sur l'enfer (2012), T2 : La Part sombre (2013), scénario de Sylvain Cordurié, dessins de Marco Santucci

- Mister Hyde contre Frankenstein  - T1 : La Dernière Nuit de Dieu  et T2 : La Chute de la maison Jekyll, scénario de Dobbs, dessins de Antonio Marinetti, couleurs de Virginie Blancher (2010)

- L'Ours-Lune - T1 : Fort Sutter (2012), T2 : Nukpana (2013), scénario de Sébastien Viozat, dessins et couleurs de Florent Bossard

- Le Retour de Dorian Gray - T1 : Le sacre d'Invisible 1er (2012), T2 : Noir animal (2012), scénario de Stéphane Betbeder, dessins de Bojan Vukić, couleurs de Julie Ménard puis Andrea Rossetto

- Scotland Yard - T1 : Au cœur des ténèbres  et T2 : Poupées de sang, scénario de Dobbs, dessins de Stéphane Perger (2012)

- Sherlock Holmes et le Necronomicon - T1 : L'Ennemi intérieur (2011) et T2 : La Nuit sur le Monde (2013), scénario de Sylvain Cordurié, dessins de Laci

- Sherlock Holmes Crime Alleys - T1 : Le Premier Problème (2013) et T2 : Vocations forcées (2014), scénario de Sylvain Cordurié, dessins de Alessandro Nespolino

- Sherlock Holmes et les Vampires de Londres - T1 : L'appel du sang (2010) et T2 : Morts et Vifs (2010), scénario de Sylvain Cordurié, dessins de Laci

- Sherlock Holmes - les Chroniques de Moriarty - T1 : Renaissance, scénario de Sylvain Cordurié, dessins de Fattori

- Sherlock Holmes et les Voyageurs du temps - T1 : La Trame, scénario de Sylvain Cordurié, dessins de Laci

- Sherlock Holmes Society - T1 : L'Affaire Keelodge, scénario de Sylvain Cordurié, dessins de Stéphane Bervas (2015) - T2 : Noires sont leurs âmes, scénario de Sylvain Cordurié, dessins de Eduard Torrents (2015)

- Van Helsing contre Jack l'Éventreur  - T1 : Tu as vu le diable (2012) et T2 : La Belle de Crécy, scénario de Jacques  Lamontagne, dessins de Sinisa Radovic puis Rheinhold, couleurs de Nadine Thomas